# Nino Khurtsidze
Nino Khurtsidze, in georgiano ნინო ხურციძე?, (Tbilisi, 28 settembre 1975 – 22 aprile 2018) è stata una scacchista georgiana, maestro internazionale.

## Biografia
Viveva a Tbilisi, e per molti anni è stata allenata dal grande maestro russo Konstantin Aseev.
Nel 2017 le fu diagnosticato un cancro, che la portò alla morte il 22 aprile dell'anno seguente a 42 anni.

## Carriera
Khurtsidze ha vinto il Campionato del mondo femminile juniores due volte, nel 1993 e nel 1995. In precedenza aveva già vinto il Campionato del mondo giovanile under-16 nel 1991, disputato a Guarapuava, sempre nella sezione femminile del torneo. Ha vinto inoltre il Campionato europeo femminile juniores nel 1992, il titolo di campione assoluto nel Campionato georgiano nel 1998 e il titolo di campione femminile georgiano cinque volte (1989, 1993, 2005, 2006 and 2013).
Ha raggiunto i titoli di grande maestro femminile nel 1993 e quello di maestro internazionale nel 1999.
Nel 1998 ha vinto il campionato femminile per le università, organizzato dalla FISU a Rotterdam.